# خافيير ثامس
خافيير ثامس (بالإنجليزية: Xavier Thames)‏ مواليد 9 يناير 1991 في ساكرامنتو، هو لاعب كرة سلة أمريكي. بدأ مسيرته الاحترافية في سنة 2014. تم اختياره من قبل فريق تورونتو رابتورز خلال الدرافت. يلعب مع إم زد تي سكوبيه كلاعب هجوم خلفي. يحمل الرقم 2. يبلغ طوله 6 قدم 3 بوصة (1.9 م).

## المسيرة الاحترافية
لعب مع نادي إشبيلية لكرة السلة في الدوري الإسباني في موسم 2014–2015، ثم لعب مع فورت واين ماد أنتس في موسم 2015–2016، ثم لعب مع إم زد تي سكوبيه في سنة 2016.

## روابط خارجية
- خافيير ثامس على موقع سبورتس رفرنس (الإنجليزية)
- خافيير ثامس على موقع الدوري الإسباني لكرة السلة (الإسبانية)
- خافيير ثامس على موقع كرة السلة الأوروبية.كوم (الإنجليزية)
- خافيير ثامس على موقع كلية كرة السلة في سبورتس رفرنس.كوم (الإنجليزية)
- خافيير ثامس على موقع ريلجم (الإنجليزية)
- خافيير ثامس على موقع بروبوليرز (الإنجليزية)
- خافيير ثامس على موقع سبورتس رفرنس (الإنجليزية)
- خافيير ثامس على موقع سبورتس رفرنس (الإنجليزية)